# Kwango
För andra betydelser, se Kwango (olika betydelser).

Kwangos läge i Kongo-Kinshasa.

Kwango är sedan 2015 en provins i Kongo-Kinshasa. Det tidigare distriktet Kwango i den tidigare provinsen Bandundu ombildades till provinsen Kwango enligt planer i den nya konstitutionen 2006, genomförda 2015. Huvudstad är Kenge och största språk kikongo. Antalet invånare i provinsen beräknades 2009 till 2 miljoner på en yta av 89 974 km².
Provinsen delas administrativt in i staden Kenge samt territorierna Feshi, Kahemba, Kasongo-Lunda, Kenge och Popokabaka.
Kwango bildades 1890 som distriktet Kwango-Oriental i Kongostaten. Tillägget oriental syftade på läget huvudsakligen öster om floden Kwango, som delvis bildade gräns mot portugisiska Angola. I den dåvarande huvudorten Popokabaka fanns vid denna tid territoriell domstol, militärdomstol, folkbokföringskontor, postkontor, notariat och medicinsk station. Fayala var huvudstation för C.C.C. (Comptoir Commercial Congolais), och i Tumba Mani fanns postkontor.
Det nuvarande namnet Kwango infördes 1910. Gränserna och huvudorten ändrades flera gånger. När Kwilu blev ett separat distrikt 1954 fick Kwango sina nuvarande gränser och Kenge blev huvudort.
Som en följd av Kongokrisen utökades antalet provinser från 6 till 21 småprovinser 1962 och området erhöll då status som provins. Efter Mobutus statskupp 1965 minskades antalet provinser igen, så att området 1966 återigen förlorade sin provinsstatus.